# Vladimír Hriňák
Vladimír Hriňák (25. februar 1964 – 25. juli 2012) var en slovakisk fodbolddommer. Han har aldrig dømt VM- eller EM-kampe, men han har dømt seks kampe i Champions League og ti kampe i UEFA Cuppen